# A Mirabeau-híd (Guillaume Apollinaire)
A Mirabeau-híd (Le pont Mirabeau) Guillaume Apollinaire egyik legismertebb, 1912-ban írt verse. Közismert változata a Szeszek (Alcools) című kötetében jelent meg először 1913-ban amely az 1898-1913 között írt verseinek válogatása. (Egy évvel korábban írásjelekkel és a fennmaradt kéziratnak megfelelő szedéssel megjelent a Les Soirées de Paris 1912. februári számában.)
A vers Marie Laurencin festőművésszel való szakításával kapcsolatosan született, akivel öt évig tartó viharos szerelmi viszonya ekkoriban ért véget. Ebben az időszakban valóban gyakran keltek át ezen az akkoriban új, modern hídon.

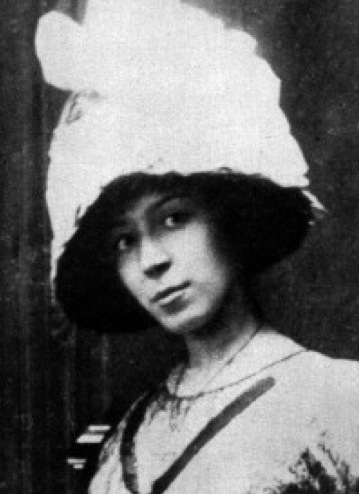
Marie Laurencin körülbelül ebben az időben készült fotográfián

Apollinaire legtöbbször magyarra fordított verse. Legismertebb ezek közül talán Vas Istváné és Illyés Gyuláé.
Számos francia és külföldi művész zenésítette meg illetve írt sanzont belőle.

## A vers
(Eredeti francia nyelvű)
LE PONT MIRABEAU

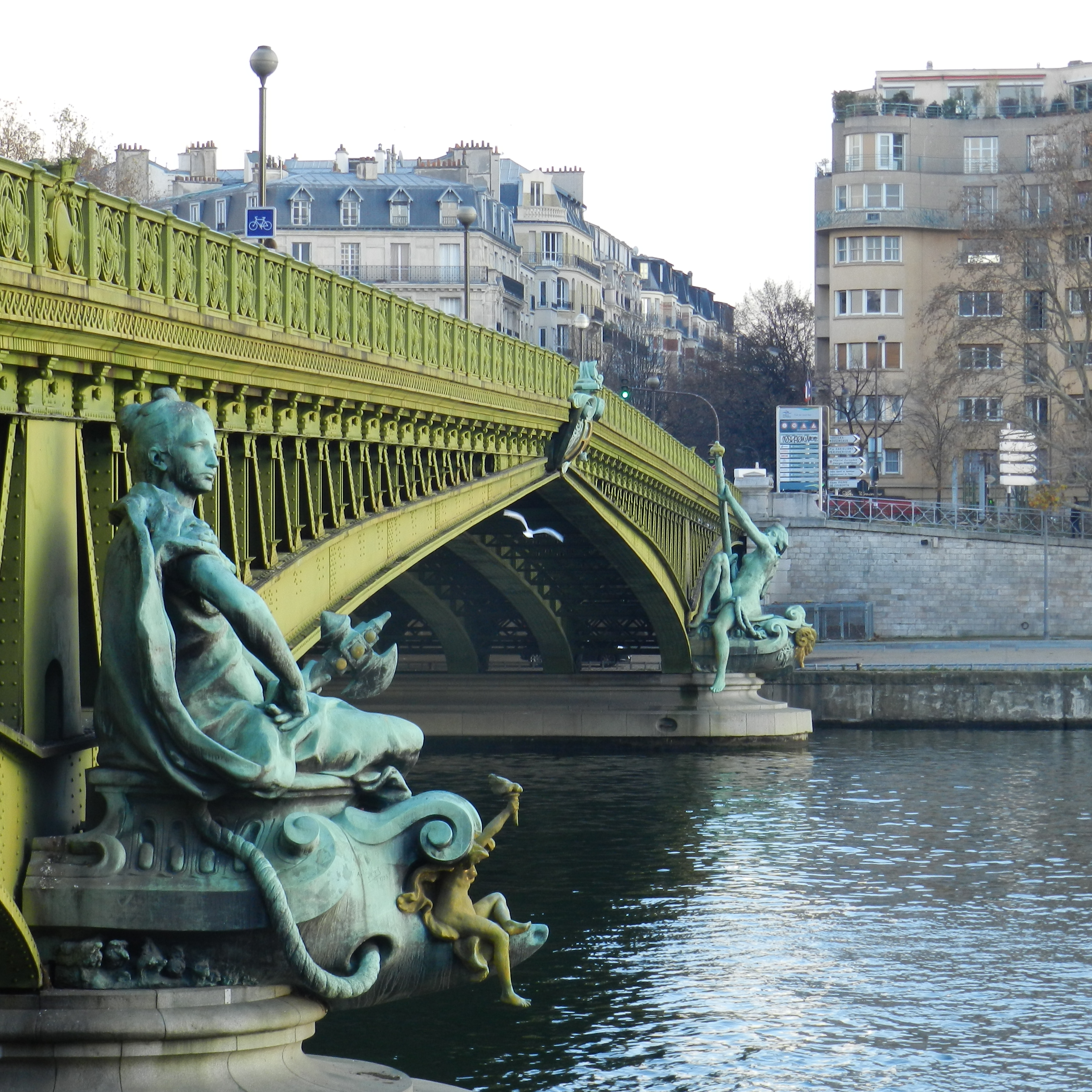
A Mirabeau-híd egy évszázaddal később (2012)

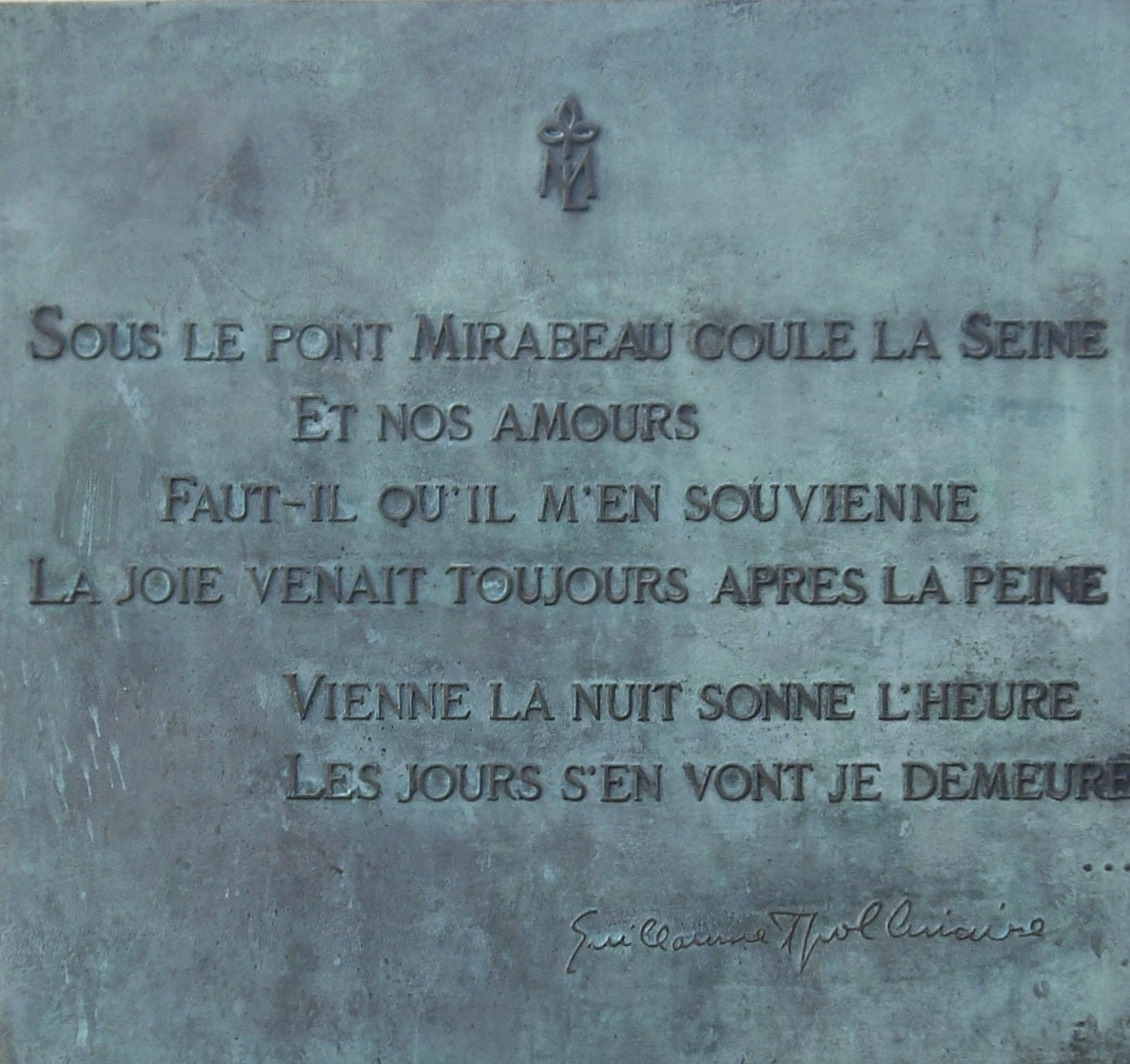
A hídon elhelyezett emléktábla a vers első versszakával

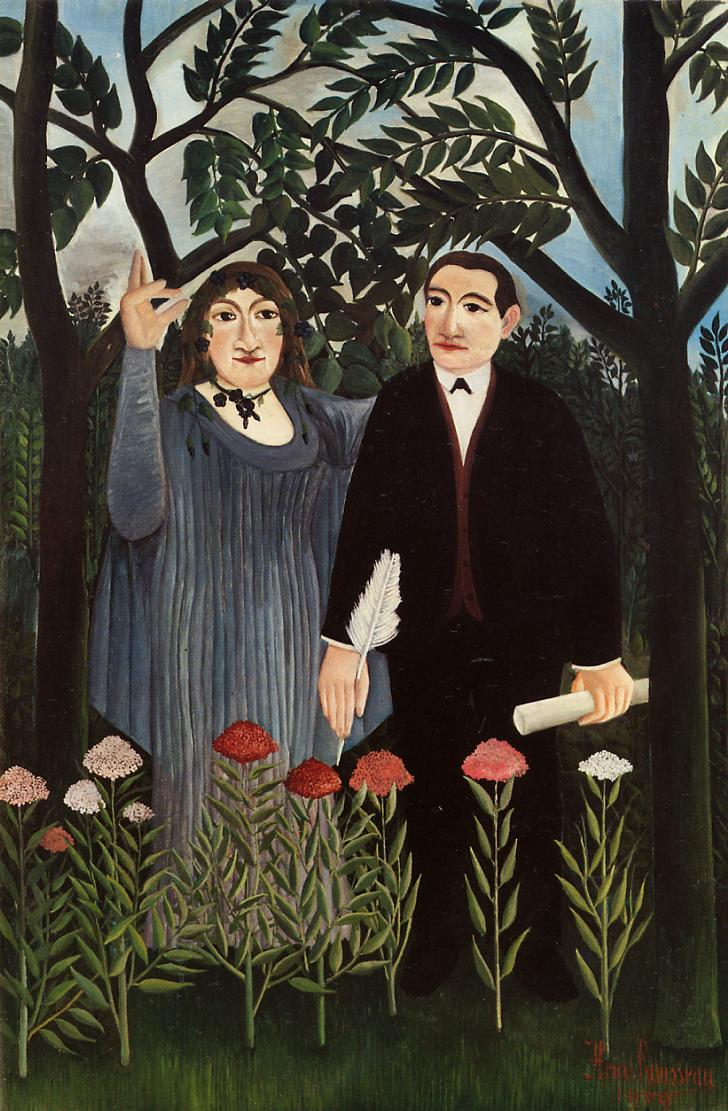
Marie Laurencin és Apollinaire ábrázolása Henri Rousseau A költőt inspiráló múzsa című képén. Mikor a karcsú, csinos nő kissé ingerülten kérdőre vonta a festőt, ő némi malíciával úgy magyarázta az ábrázolást, hogy „Egy nagy költőnek nagy múzsára van szüksége”

Sous le pont Mirabeau coule la Seine

            Et nos amours

    Faut-il qu’il m’en souvienne

La joie venait toujours après la peine

            Vienne la nuit sonne l’heure

            Les jours s’en vont je demeure

Les mains dans les mains restons face à face

            Tandis que sous

    Le pont de nos bras passe

Des éternels regards l’onde si lasse

            Vienne la nuit sonne l’heure

            Les jours s’en vont je demeure

L’amour s’en va comme cette eau courante

            L’amour s’en va

    Comme la vie est lente

Et comme l’Espérance est violente

            Vienne la nuit sonne l’heure

            Les jours s’en vont je demeure

Passent les jours et passent les semaines

            Ni temps passé

    Ni les amours reviennent

Sous le pont Mirabeau coule la Seine

            Vienne la nuit sonne l’heure

            Les jours s’en vont je demeure
Magyarul (jelentésközeli nyersfordítás):

A MIRABEAU-HÍD

A Mirabeau-híd alatt lassan folyik a Szajna

            És szerelmeinknek

    Emlékezniük kell arra

Hogy nem jött öröm soha csak a fájdalomra

            Jöjj el éj üsd el az órát

            A napok múlnak míg én maradok már

Szemtől szemben várjunk egymás kezét fogva

            Amíg odalenn

    Karjaink hídja alatt elhalad

Örökös tekintetektől fáradt hulláma

            Jöjj el éj üsd el az órát

            A napok múlnak míg én maradok már

A szerelem elmúlik ahogy ez a víz halad el

            A szerelem elszáll

    Milyen lassú ez az élet

És a Remény mégis mennyire heves

            Jöjj el éj üsd el az órát

            A napok múlnak míg én maradok már

Telnek a napok és a hetek is múlnak

            Sem az elmúlt idő

    Sem a szerelmek nem térnek már vissza

A Mirabeau-híd alatt lassan folyik a Szajna

            Jöjj el éj üsd el az órát

            A napok múlnak míg én maradok már

## Értelmezés
- A francia eredetiben a Szajna egyszerűen „coule” azaz „folyik”. Azonban a francia olvasók többségükben tisztában vannak azzal, amivel a magyar olvasók egy része esetleg kevésbé, hogy a Szajna egy kanyargós, lassú folyású folyó. A magyar fordításokban Vas István nyomán azonban „fut”. Ami annyiban lényeges jelentésmódosításnak tekintető, hogy a versben a folyó az idő szimbóluma, és benne éppen a lassan de könyörtelenül múló időről van szó.[4] (A vers első sorának eredeti francia változatában több szó is egy szótagú, ami magyarul két szótagú. Emiatt főként az első sor fordítása a megfelelő szótagszámmal szinte megoldhatatlan feladat a sor értelmének megőrzésével. További nehézséget okoz a vers különleges rímképletének átültetése.)

Kányádi Sándor: „Becsvágyból fordítottam Apollinaire-t és Rilkét. A korábbi fordításokkal nem voltam elégedett. Vas István fordítása szerint »A Mirabau-híd alatt fut a Szajna…« Amikor 1968-ban a feleségemmel Párizsban jártunk, hát én azt láttam, hogy nem fut a Szajna. Azt se tudtam, merre folyik, szinte állt. Erre én így fordítottam Apollinaire-t: »Mossa a Mirabau-hidat a Szajna…« Vas István végül azt mondta: »Meghívlak egy kávéra!«”
- A vers baljós refrénje a költő Santé börtönben való rövid bebörtönzése (1911. szeptember 7.-1911. szeptember 12.) idejéből származó kéziratai között már megtalálható.
- A „violente” elsődleges jelentése „erőszakos”, és a magyar fordítók ezt általában a reményre vonatkoztatva bár nyilván furcsaságnak tekinthették mégis ennek fordítják. Azonban Apollinaire szeret eljátszani a „temps” azaz „idő” szó magyar nyelvben is meglévő kétértelműségével (idő és időjárás: Múlik az idő; Szép napos az idő), így valószínűbb hogy itt az időjárással kapcsolatosan is használt „heves” szó szinonimájának tekinthető (pl. orage violent - heves zivatar, temps violent, ...).
- A folyó többek között vagy talán leggyakrabban a múló idő szimbóluma. Hérakleitosz mondása szerint nem léphetünk kétszer ugyanabba a folyóba.

Pindarosznál a sors jelképe: 
„Folyók – változandók:
hol szenvedést, hol örömet
zúdítanak le reánk”
(Olümpiai ódák, II.).
- A híd az átmeneté, kapcsolaté.

Pál József irodalomtörténész Szimbólumtára szerint „Apollinaire Híd c. versében a beszéd, a kommunikáció jele, A Mirabeau-hídban pedig a folyó hömpölygő változásával szemben az összetartozás teremtette állandóság.”
- A vers érdekes szedése a Szeszek kötetben is egyedi. Mintha a folyó tükröződő felszínén törne meg így. A magyar fordítások is általában ezt követik. Az online kiadásokban viszont technikai okokból a sorok gyakran eltolás nélkül jelentek meg.

## Magyar fordítások
- Vas István és Radnóti Miklós első, 1940-ben megjelent magyar Apollinaire kötetéből[8] a Búcsúhoz hasonlóan A Mirabeau-híd is kimaradt. Vas István fordítása a Hét tenger éneke című kötetben jelent meg 1957-ben.
- Rónay György első változata 1939-ben jelent meg a Vigiliában. Másik változata az Új francia költők, versfordítások (Révai, Budapest, 1947) című kötetében.
- Illyés Gyula fordítása a Magyar Csillagban jelent meg először, 1942-ben.[9]
- Mészöly Dezső Énekek éneke, 1957
- Kányádi Sándor fordítása 1968-as párizsi tartózkodása alatt született.[10] Nyomtatásban?
- Eörsi István Ruhapróba, válogatott műfordítások, Európa Könyvkiadó, Budapest, 1975
- Baranyi Ferencé A montmorency-i szerelmesek (francia költők versei) című kötetében 2003-ban jelent meg.[11]
- Kemény Ferenc: Tengertől tengerig, 2005
- Kemény Ferenc, Havas Kálmán és Sánta Zsolt változatával Magyar Miklós irodalomtörténész cikkében talán túlságosan kíméletlenül bánik el.[12]
- Rédey Tamás: Gondolatok a lomtárban, Budapest, 2008 ISBN 978-963-06-4046-6 Három változata  (Az egyik Mirabeau hídja címmel.)
- Király Lajosé a Vásárhelyi Látóhatár 2012-i 1. számában jelent meg.
- Hajdrik József változata a Verébmosoly című kötetében jelent meg 2013-ban.

## Története
Apollinaire Marie Laurencin festőnőt 1907-ben Picasso révén ismerte meg. Ebben az időben kezdett az írásaiból élni, és ekkoriban kezdett kialakulni később szintén híressé vált avantgarde művészekből álló baráti köre. Marie Laurencin karrierje is ebben az időben kezdett felívelni. Személyéhez a költő több verse is köthető (Marie-versek). A költő 1911 szeptemberében pár napot a La Santé börtönben töltött vizsgálati fogságban a Mona Lisa elrablásában való bűnrészességgel gyanúsítva, ugyanis titkára, Géry Piéret a szintén a Louvre-ból lopott szobrocskákat a költő lakásán rejtette el ahol a házkutatás során a rendőrség megtalálta őket. Végül teljesen tisztázódott a vádak alól, de a sajtó konzervatívabb része rosszhiszeműen és rosszindulatúan később is felhánytorgatta és napirenden tartotta az esetet. A vers refrénje már megtalálható a börtönben született kéziratai között. Öt évig tartó viharos kapcsolatuk  vége felé született A Mirabeau-híd.
A Mirabeau-híd első változata a Les Soirées de Paris 1912. februári számában jelent meg azonos szöveggel de még írásjelekkel. Szedése megfelel a vers fennmaradt eredeti kéziratos változatának.
LE PONT MIRABEAU

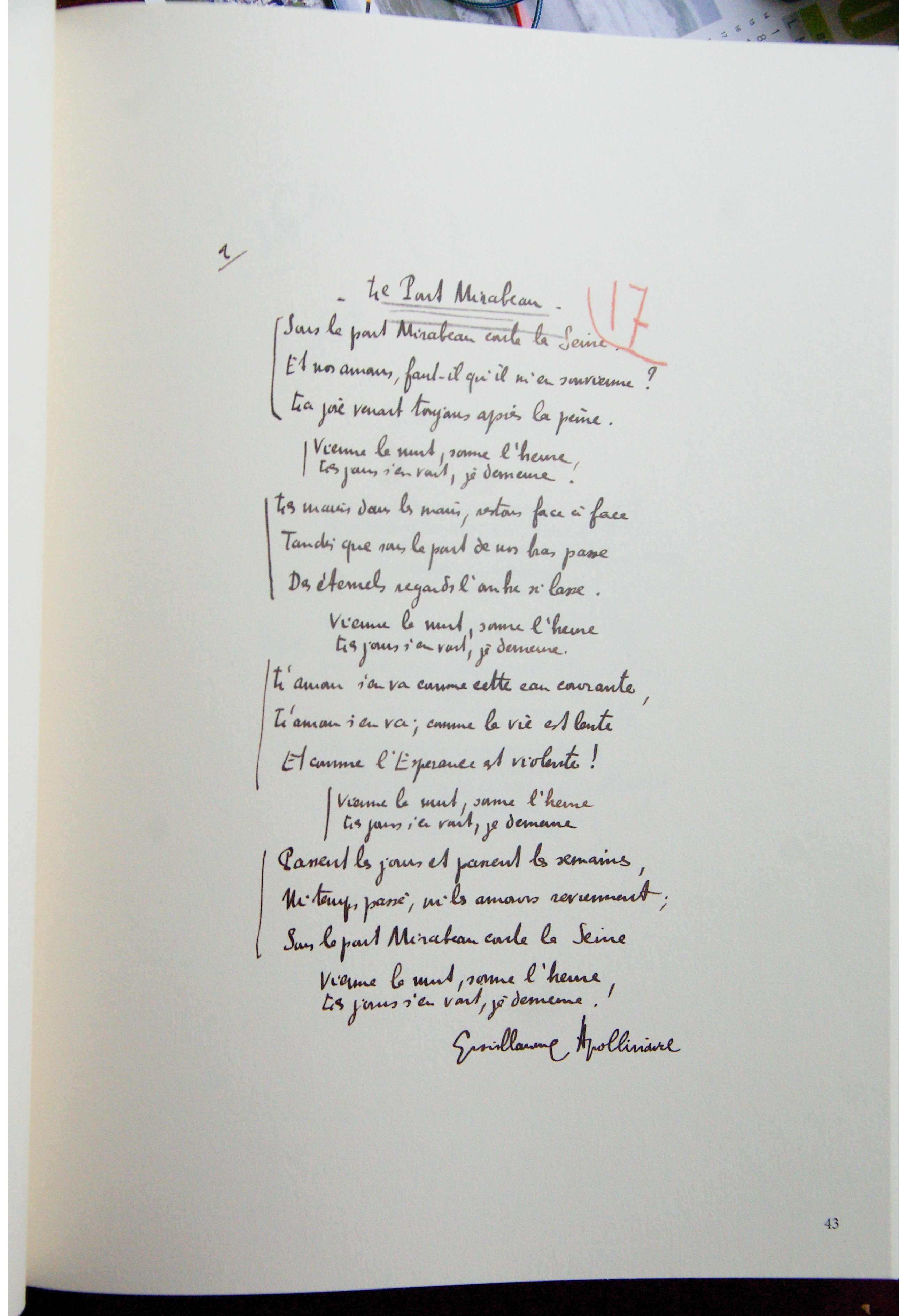
A Mirabeau-híd nyomdai? kézirata

Sous le pont Mirabeau coule la Seine.

Et nos amours, faut-il qu’il m’en souvienne ?

La joie venait toujours après la peine.
            Vienne la nuit. sonne l’heure,

            Les jours s’en vont, je demeure.
Les mains dans les mains, restons face à face

Tandis que sous le pont de nos bras passe

Des éternels regards l’onde si lasse.
            Vienne la nuit, sonne l’heure,

            Les jours s’en vont, je demeure.
L’amour s’en va comme cette eau courante,

L’amour s’en va ; comme la vie est lente

Et comme l’Espérance est violente !
            Vienne la nuit, sonne l’heure,

            Les jours s’en vont, je demeure.
Passent les jours et passent les semaines,

Ni temps passé, ni les amours reviennent ;

Sous le pont Mirabeau coule la Seine.
            Vienne la nuit, sonne l’heure,

            Les jours s’en vont, je demeure.
GUILLAUME APOLLINAIRE.
Magyarul (jelentésközeli nyersfordítás):
A MIRABEAU-HÍD

A Mirabeau-híd alatt lassan folyik a Szajna.

És szerelmeinknek, emlékezniük kell arra?

Hogy nem jött öröm soha csak a fájdalomra.
            Jöjj el éj, üsd el az órát,

            A napok múlnak, míg én maradok már.
Szemtől szemben várjunk, egymás kezét fogva

Amíg odalenn karjaink hídja alatt elhalad

Örökös tekintetektől fáradt hulláma.
            Jöjj el éj, üsd el az órát,

            A napok múlnak, míg én maradok már.
A szerelem elmúlik ahogy ez a víz halad el,

A szerelem elszáll; milyen lassú ez az élet

S a Remény mégis mennyire heves!
            Jöjj el éj, üsd el az órát,

            A napok múlnak, míg én maradok már.
Telnek a napok és a hetek is múlnak,

Sem az elmúlt idő, sem a szerelmek nem térnek már vissza;

A Mirabeau-híd alatt lassan folyik a Szajna.
            Jöjj el éj, üsd el az órát,

            A napok múlnak, míg én maradok már.
1913. december 24-én Apollinaire A Mirabeau-híd, a Marie és Az utas című versét fonográfra mondta az Archives de la Parole számára. Az eredeti felvételt a Francia Nemzeti Könyvtár Gallica részlegében őrzik és tették hozzáférhetővé.

## Előadások, feldolgozások, hatások
- A verset a legnevesebb művészek szavalták világszerte, így Magyarországon is.
- Több művész meg is zenésítette. Ezek közül a Léo Ferré által írt és előadott változat vitathatatlanul a legismertebb, amelyet később többen is előadtak, mint például Yvette Giraud, Cora Vaucaire, Anne Sofie von Otter, továbbá Serge Reggiani, Marc Lavoine és a Pow Wow francia együttes.
- Antoine Aureche (Valfeu) gitáros is megzenésítette, amely Desireless 2015-ös Guillaume című albumán jelent meg.
- Színpadon egy zenés mesében szerepelt, amelynek ősbemutatója 2016. november 4. volt a belgiumi Stavelot apátság Apollinaire múzeumában.
- A versnek több kórusváltozata is létezik; az egyiket Lionel Daunais quebeci énekes és dalszerző írta, egy másikat angolul a The Pogues együttes adott elő.
- A Le Pont Mirabeau megjelent a francia Têtes raides együttes 2013-as Corps de mots című albumának záró számaként (Jonathan Bauer).
- A magyar előadók közül Muraközy László a francia eredetit, Resti Kornél Mészöly Dezső fordítását dolgozta fel.

Irodalom:
- Halász Imre: A Gubacsi-Mirabeau hídon, Mintha a világ, ötven év verseiből, Csepeli Alkotók-Csepeli művek, Csepel, 2006 ISBN 963-061-617-3
- Mészáros István: Cenzúra a Mirabeau-hídon; Versváz in Új hölgyfutár 990/3. október-november-december ROBOT/MAMŰVÉSZETI MAGAZIN/II. ÉVFOLYAM 3. SZÁM

Festészet:
A festészetben kérdéses, hogy a témaválasztást mennyiben befolyásolta Apollinaire verse.
- André Juillard: Az Eiffel-torony a Mirabeau-híd felől[15]
- Monan Fontina: A Mirabeau-híd, 2012
- Patricia Palenzuela Kroockmann: A Mirabeau-híd